# 第三の極道
第三の極道（だいさんのごくどう）は、実話ニッポンに連載された村上和彦の劇画と、それを原作に実写化された1995年1月17日公開の日本映画。続編のオリジナルビデオに『新 第三の極道』がある。

## 概要
大阪・新世界の独立組織・大門組のシマに広域暴力団・藤堂組が進出する。藤堂組武田組によるいやがらせにより全面戦争に向かうが、正木礼二郎（中条きよし）は大門組長（品川隆二）に大門組の一時解散を申し入れ回避する。カタギとなった正木は裏盃の第三の極道を招集し藤堂組若頭・服部（川谷拓三）を誘拐をするのであった。

## キャスト
- 大門組組長 大門春信：品川隆二
- 大門組若頭 正木礼二郎：中条きよし
- 大門組 宮城義政：丹波義隆
- 藤堂組 服部烈：川谷拓三
- 藤堂組武田組 武田源三：結城哲也
- 藤堂組武侠会 相馬健太郎：曽根晴美
- 津田綾子：朝凪鈴
- 曽根（探偵、元・ブン屋）：坂田雅彦
- 長瀬（印刷業）：岩尾正隆
- 平田篤（自動車修理場）：大森嘉之
- 木田：井上茂
- 竹やん：竹千代
- 料亭の女将：岡田千代
- バーの客：山川豊
- 媒酌人：村上和彦

## スタッフ
- 監督：三池崇史
- 製作：オフィス中条
- 企画：末吉博彦・結城哲也
- 製作監修・原案：村上和彦
- 脚本：村上和彦・藤田一朗
- プロデューサー：木村俊樹・神田民雄・前田茂司
- 撮影：宮島正弘
- 美術：横田英三
- 音楽：寺田十三夫
- 録音：小西進
- 照明：井上武
- 編集：谷口登司夫・藤原公司
- 衣装：山崎武
- 助監督：塩田芳享
- スクリプター：川原富美子
- スチール：和田久美子
- 制作：エクセレントフィルム

## VHS
未DVD化。
- 第三の極道（1995年3月25日）発売元：NLP / 販売元：ヒーロー / 販売代理：バンダイビジュアル

## 新 第三の極道
映画『第三の極道』の続編。1996年から2000年にかけて発売されたオリジナルビデオシリーズ。3と7は劇場公開作品。

### 概要
カタギとして静かに暮らしていた正木礼二郎（中条きよし）は藤堂組若頭 服部組長・服部烈（清水紘治）の誘いで藤堂組服部組組員となった。服部組長の信頼を得て服部組、藤堂組を駆け登っていく。

### キャスト
- 大門春信（元・大門組組長）：品川隆二（1）※友情出演 / 遠藤太津朗（3・4）
- 正木礼二郎：中条きよし
- 元・武侠会 相馬健太郎（破門）：曽根晴美（1）
- 二代目武侠会 若頭：宮内洋（1）
- 二代目武侠会組員 正木の付き人：中山太吾朗（1・3・4・5）
- 三代目藤堂組組長 宮嶋誠道：小島慶四郎（1・2）
- 三代目藤堂組若頭 服部組組長 服部烈：清水紘治（1-10）
- 服部組筆頭若頭補佐 狭間組組長 狭間菊次：シーザー武志（1）
- 服部組狭間組組員：河本忠夫（1）
- イシモトくん：土平友厚（1）
- 武侠会会長 タケダ：野口貴史（1・2）
- 武侠会若頭 国分組組長 国分：井上茂（2）
- 武侠会 清水：片桐竜次（2）
- 曽根（探偵）：坂田雅彦（1）
- 「美女と野獣in AQUARIUS」ママ：角田信朗（1）※友情出演
- 媒酌人：村上和彦（1・2）※特別出演
- アツシ（平田モータース）：羽村英（1・2）
- タマミ：沢木麻美（1）
- 和尚：角田信朗（3・5）（二役）
- 二代目武侠会若頭 屋代仁義：朝日完記（3・4・5）
- 二代目武侠会新城組組長：河本忠夫（3）（二役）
- 二代目武侠会組員：芳野史明（3・8）
- 元・大門組幹部 新川キイチ：伊藤敏八（3）
- オウ・カイハ：村岡英美（3）
- 鬼道連盟 極東支部長：佐川満男（3）
- 大門組長の娘：北原佐和子（4）
- 商社「マルチュウ」海外室長 カドワキコウイチロウ：渡辺裕之（3・4）
- アミノ組長：井上茂（4）（複数役）
- アミノ組長の女 かおり：白石ひとみ（4）
- 刑事 矢神保：石倉英彦（4-8）
- ヤクザ（将棋）：河本忠夫（5）（複数役）
- イヌやん：村松達雄（5）
- マコ：川嶋朋子（5）
- リキヤ：高野拳磁（5）
- 藤堂組川越組若頭 江島：石原良純（6）
- 伊達弓子(ピアニスト)：若林しほ（6）
- ロバート(マフィア)：中田浩二（6）
- 刑事：片桐竜次（7）（二役）
- 剣勇会会長 阿久根重臣：山本昌平（7）
- 阿久根フクオ 剣勇会副会長：？（7）
- 剣勇会会長の兄弟分：草薙良一（7）
- 剣勇会若頭 竹之内シロウ：武野功雄（7）
- 藤堂組剣勇会組員 イサム：俊藤光利（7）
- アツコ：寺田千穂（7）
- 坂東組組長 坂東良次：稲健二（7）
- ヒットマン：河原さぶ（8）
- 倫子(政財界が集まるクラブのオーナー)：三原じゅん子（8）
- 民自党副幹事長 北条真太郎（元・警察官僚）：田口計（8）
- 藤堂組筆頭若頭補佐 湊川組組長 湊川政雄：伊吹剛（8）
- 藤堂組舎弟頭 井関才一：？（8）
- 極栄商事 郷原安男：？（8）
- 湊川組元若頭 熊沢了：野口貴史（8）（二役）
- 藤堂組湊川組 ウメムラ：関根大学（8）
- 大平組組長 大平勇吉：深江章喜（8）
- 竜波組の賭場の親：村上和彦（9）
- アケミホステス：江口尚（9）
- 藤堂組幹部：清水良統（9）
- 竜波組組長代行 竜波彩夏（般若の彩夏）：立原麻衣（9）
- 大阪南警察署 刑事 トクさん：鶴田忍（10・11・12）
- 大阪府警幹部 貴島宗典：井上茂（10）（複数役）
- 武侠会系宗像組組員 花居直次ナオちゃん：本宮泰風（10）
- 竜胆寺組組長 竜胆寺憲：深水三章（10）
- ナンザイ貿易 アラガキリカ：原田のり子（10）
- 藤堂組若頭補 荒瀬組組長 荒瀬玄：大林丈史（11）
- 藤堂組若頭補 鬼木組組長 鬼木勝俊：北村晃一（11）
- 鬼木組組長の女：栗林知美（11）
- 鬼木組若頭：池田政典（11）
- フナオカ（鬼木の兄弟分）：井上茂（11）
- フナオカ子分：中上雅巳（11）
- 三代目藤堂組組長 宮嶋誠道：織本順吉（11）
- アキ：留美（11）
- 荒瀬組組員：清水ヨシト（11）
- 関東侠友会理事長 竜崎吾一：本郷功次郎（11・12）
- ヒットマン：松田ケイジ（12）
- 岐阜 室田組組長 室田研作：？（12）
- 岐阜 室田組若頭 黒部五郎：豊原功補（12）
- 藤堂組若頭補 咲田隆三：？（12）
- 岐阜 室田組組員：芳野史明（12）（二役）
- 武侠会 ニシワキユキオ（正木のガード）：草野康太（12）
- ニシワキユキオの姉 看護婦：藤森夕子（12）

### スタッフ
- 監督：三池崇史（1・2）津島勝（3-6,8・9）石原興（7,10・11）津島勝（12）
- 製作：ミナミ十吾・谷口勝（3）ミナミ十吾（4）ミナミ十吾・横浜仁（5-7）ミナミ十吾・中島仁（8-12）
- 企画：結城哲也・関英爾（1・2）オフィス中条（3-12）
- エグゼクティブプロデューサー：中条きよし（3-12）
- プロデューサー：前田茂司・岩清水昌弘・松永彦一（1・2）前田茂司・水野純一郎（松竹京都映画）（3-6）鹿糖雅博・水野純一郎（7-12）
- 原作：村上和彦「第三の極道」（竹書房刊）
- 脚本：井上眞介・村上和彦（1）藤田一朗・村上和彦（2）大津一瑯・村上和彦（3456）大津一瑯（7-12）
- 音楽：アトリエシーラ（1・2）ミュージックデザイン（3-12）
- 撮影：宮島正弘（1・2）石原興（3-8,11）江原祥二（9・10）藤原三郎（12）
- 照明：井上武（1・2）林利夫(3-10）中島利男（11・12）
- 録音：小西進（1・2）広瀬浩一（3-10）山本研二（11・12）
- 美術：山田好男（1・2）原田哲男（3・4,7・8）犬塚進（5・6）原田哲男（9・10）犬塚進（11・12）
- 編集：藤原公司（1・2）園井弘一（3-12）
- 調音：鈴木信一（3-8）上床隆幸（9-12）
- 整音：林基継(1・2)
- 効果：柴崎憲治（1・2）上床隆幸・藤原誠（3-8）藤原誠（9-12）
- 製作担当：丹羽邦夫（1・2）
- ネガ編集：谷口編集室（1・2）関谷憲治（3-12)
- 特機：西村伊三男・佐藤哲治（1・2）
- 衣裳：山崎武（1・2）山崎武（3-6）山崎武・浅井幸恵・松本和子（7・8）山崎武・山本光延・松本和子（9-12）
- 装飾：蘒原勲（1・2）鎌田康男（3-8）木下保（9-12）
- ガンエフェ：栩野幸知（3,7-2）
- 刺青：栩野幸知（7-12）
- 持道具：横尾正美・川口彩都美（1・2）
- プロデューサー補：柳瀬太郎（7-12）
- 殺陣：清家三彦（1・2）谷明憲（7・8・9）諸鍛冶裕太（10）谷明憲（11・12）
- 協力プロデューサー：家路隆雄・小谷宣子（3）久保英樹・花田慎吾（4）
- 衣裳：東京衣裳株式会社（3-12）
- 美粧：八木かつら（3-12）
- 小道具：高津商会（3-12）
- 装置：新映美術工芸（3-12）
- 現像：imagica（3-12）
- VTR編集：キッズカンパニー（8-12）
- フィルム：日本コダック（7-12）
- タイトル：マリンポスト（7）
- タロット指導：ミステリーアート（5）
- 衣装協力：MEN'S if（1-8）株式会社 佐田（3・4）
- 制作主任：佐々木治・南雅史（1・2）
- 制作進行：黒川潔・山邊博文（1・2）
- 儀式指導：村上和彦（1・2）
- 制作協力：グランプリエクセレント（1・2）
- 制作：エクセレントフィルム（1・2）ミュージアムピクチャーズ（7-12）
- 製作協力：松竹京都映画（3-12）
- 製作：オフィス中条（1・2）ミュージアム、グランプリエクセレント（3-6）ミュージアム（7-12）

### ソフト
全12作。
1. 新 第三の極道（1996年）
2. 新 第三の極道Ⅱ（1996年）
3. 新 第三の極道Ⅲ（1996年）
4. 新 第三の極道Ⅳ 裏盃の軍団（1996年）
5. 新 第三の極道Ⅴ 裏盃の逆襲（1997年）
6. 新 第三の極道Ⅵ マフィアの戦慄（1997年）
7. 新 第三の極道Ⅶ 劇場版（1998年）
8. 新 第三の極道 腐敗官僚VS裏盃の軍団（1998年）
9. 新 第三の極道 裏盃・流血の掟（1999年）
10. 新 第三の極道 弔いの銃弾（1999年）
11. 新 第三の極道 血塗られた仁義（2000年）
12. 新 第三の極道 裏盃よ永遠に...（2000年）